# Amit Singer
Amit Singer é um matemático israelense, professor da Universidade de Princeton.
Obteve um bacharelado em física e matemática na Universidade de Tel Aviv em 1997, onde obteve também um doutorado em 2005, orientado por Zeev Schuss, com a tese Diffusion Theory of Ion Permeation through Protein Channels of Biological Membranes.
Foi palestrante convidado do Congresso Internacional de Matemáticos no Rio de Janeiro (2018: Mathematics for cryo-electron microscopy).